# Sébastien Loghman
Sébastien Loghman, né en 1980,, est un réalisateur, musicien et plasticien français.

## Biographie
Diplômé de l’École nationale supérieure des beaux-arts de Paris en 2006 et de l’école de cinéma Le Fresnoy en 2009, il obtient en 2005 une bourse d'études pour suivre la formation du Film Department de la San Francisco Art Institute, USA.
En 2005, sa pièce de netart Adam’s CAM est présentée au Centre Pompidou dans le cadre de l’exposition Intime*10 du Flash Festival.
En 2006, il réalise avec Thomas Guillaume Sans Titre (ce que vous ne voyez pas existe aussi) avec le soutien du MAC/VAL. Ce film est alors présenté dans l'exposition éphémère C'est à côté au sein de la collection .
De 2003 à 2006, en parallèle de ses activités artistiques, il fonde et dirige Art-video.org. Cette association loi 1901 est l’une des toutes premières plateformes vidéo, destinée aux jeunes artistes vidéo et multimédia.
En 2008, il réalise le court-métrage Je ne connais pas d'Alice pour lequel il collabore avec le maquilleur FX Benoît Lestang sur la fabrication de la 'boule de pate humaine'.
Prix Canal+ du 24e Festival Européen du film court de Brest, son court métrage musical Cantor Dust Man a été sélectionné dans de nombreux festivals de cinéma, diffusé à la télévision, et exposé dans le champ de l’art contemporain, comme pour la Nuit Blanche 2012 au Palais de Tokyo dans une sélection des meilleurs films du Fresnoy depuis 15 ans. On peut aussi découvrir Cantor Dust Man dans le jeu vidéo pédagogique Images 2.0.
Dans le cadre des 25 ans de La Géode, il réalise en 3D relief la suite de ce film, Puzzle 3D dans lequel André S. Labarthe joue le premier rôle.
En 2012, il réalise avec Patrick Jean le premier clip officiel de Boys Noize, Ich R U. Cette vidéo aura nécessitée 3400 touches de claviers d'ordinateur et 200 claviers recyclés pour donner vie au personnage de Keyboy et son univers.
En 2013 aux États-Unis, il conçoit et réalise avec Patrick Jean le second clip de Boys Noize, What You Want.
En 2010, il crée avec Fantôme Josepha le duo d'electro pop rock Magic Levels qu'il produit et dans lequel il chante jusqu'en 2012.
Multi-instrumentiste, chanteur, Sébastien Loghman compose et produit la musique de ses projets personnels en tant qu'ADHAM.

## Démarche artistique
Artiste pluridisciplinaire avec pour points de départs le dessin et les mots, Sébastien Loghman joue avec les identités, hybride les corps et invite le spectateur dans un voyage au fil de la mémoire.
Ses films dévoilent un univers familier étrangement inquiétant et croisent les codes du cinéma fantastique, de la science fiction et du surréalisme.

## Filmographie

### Clip musical
- Ich R U - Boys Noize (2012)
- What You Want - Boys Noize (2013)
- A Twist - Adham (2014)
- Speed drawing of H.P. Lovecraft's Cthulhu (2019)
- The Awakening of Lovecraft's Cthulhu (2020)

### Court métrage
- 2003 : Reste à Vivre
- 2006 : Sans Titre (ce que vous ne voyez pas existe aussi)
- 2008 : Je ne connais pas d’Alice
- 2009 : Cantor Dust Man
- 2010 : Puzzle 3D
- 2019 : Uncut
- 2023 : Là où naissent les ruines

### Documentaire
- 2008 : Ramin

## Sélection de projections et expositions personnelles
2003
- Cycle Pensée des Passés, Galerie Gauche, Beaux-Arts de Paris

2005
- 8 Revolutions, Lecture Hall, San Francisco Art Institute - USA

2006
- Présentation personnelle dans la cour vitrée du Palais des Etudes, Ecole Nationale Supérieure des Beaux-Arts de Paris, France[17]

2010
- Rencontre avec Sébastien Loghman aux Beaux-Arts de Paris - projection + discussion avec la critique de cinéma Isabelle Danel[18]

2019
- Projection personnelle et rencontre animée par la critique d'art Violaine Boutet de Monvel au Silencio, Paris[19]

2020
- Projection personnelle et rencontre au Paris College of Art, Paris - FR

2022
- Projection personnelle et rencontre à la Cinémathèque de la Sorbonne-Nouvelle, Paris - présenté par Juliette Soulez[20]

2023
- Sculpter l'identité, projection personnelle au MAC VAL - musée d'art contemporain du Val-de-Marne
- Exposition personnelle en dialogue avec l'exposition documentaire Abolition de la peine de mort - Castelet de Toulouse

## Sélection d'expositions collectives et de festivals
2004
- Beyrouth Utopie, Espace SD, Beyrouth, Liban[21]
- Still Life, exposition en ligne, Incident.net[22]
- Rencontres internationales de la vidéo, Espace Lassie, Vienne, Autriche[23]

2005
- Intime*10, Flash Festival, Centre Pompidou, Paris, France
- Spring Show, Walter & Mc Bean Gallery, San Francisco, États-Unis[24]
- 8 Revolutions, exposition personnelle, Lecture Hall, San Francisco Art Institute, États-Unis[25]
- La Nuit des musées en Europe - selection SPTV au musée national d'art contemporain de Bucarest - Roumanie[26]
- Fluxus Festival 2005, netart, Brésil[27]
- Le Nu, exposition en ligne, Incident.net[28]

2006
- La Fabrique du Dessin, Palais des Beaux-Arts (ancien espace Quai Malaquais), Paris, France [29]
- C'est à côté, MAC/VAL-Musée d'Art Contemporain du Val de Marne, sur une proposition de Laurent Le Bon, Dorothée Charles et Claude Closky, France

2007
- Société anonyme, Le Plateau, sur une invitation de Tere Recarens, Paris, France[30]
- Jeune Création 07, La Bellevilloise, Paris, France[31]
- Videosalon curatorial rebound project, Galerija 10m2, Sarajevo, Bosnie-Herzégovine[32]

2008
- Jeune Creation, Grande Halle de La Villette, cité des sciences et de l'industrie, Paris, France[33]
- Panorama 9-10, Le Fresnoy, commissaire Bernard Blistène, Tourcoing, France[34]
- Rencontres du Court de Montpellier, France[35]

2009
- ArtCourtVideo, Arles, France[36]
- E-ARTS festival, Shanghai, Chine[37]
- Panorama 11, Le Fresnoy, commissaire Régis Durand, Tourcoing, France[38]

2010
- Di-stances, Kuandu Museum of Fine Arts, Chine[39]
- Cinéma et nouvelles technologies, rencontres 'Il était 1x5' du 25e Festival Européen du film court de Brest, France[40]
- La Géode, 25 ans, projection en 3D relief de Puzzle sur l'écran omnimax de La Géode, Paris, France[14]
- L'étrange Festival, avant programme de Canal+, Paris, France[41]
- Festival international du film d'animation de Stuttgart (trickfilm), Allemagne[42]
- Festival Côté Court de Pantin, France[43]
- Festival du court métrage de Namur, Belgique[44]
- Semaine des arts de la scène et des créations expérimentales, Institut Français de Valence, Espagne[45]
- Bains Numérique, centre des arts d’Enghien-les-Bains, France[46]
- Magma, mostra di cinema breve, Italie[47]
- Heure Exquise - Centre International pour les arts vidéo, Musicvideoart#5, Lille, France[48]
- Loop '10, Barcelone, Espagne[49]
- Lille Art Fair, France[50]
- Mostra Experiencias no video contemporaneo - cinedesign, Brésil[51]
- Vidéoformes, Clermont-Ferrand, France[52]
- Jeune Creation 1951-2010, Anthony, France[53]
- Festival Temps d'Images à La Ferme du Buissons, Noisiel, France[54]

2011
- Videoformes, Clermont-Ferrand, France[55]
- Côté Court, 20 ans, Pantin, France[56]

2012
- Nuit Blanche / Palais de Tokyo, Paris, France[12]
- Festival Imagem Contato / Mostra Sesc de Artes 2012, Sao Paulo, Brésil[57]

2013
- International Music Video Festival, Paris, FR[58]

2014
- Le corps numérique, Théatre Liberté, Toulon, FR[59]

2015
- Nuit Blanche à Montreal / Festival d'art contemporain Art Souterrain, CANADA[60]

2016
- Cairo International Electronic and new media arts symposium, EGYPTE

2017
- Laval Virtual - Laval, FR

- Virtuality / Le Centquatre - Paris, FR
- Ballades en son et en images, 5 - Nice, FR

2018
- PidsViz - Paris Images Digital Summit -  Enghien-les-Bains, FR

2019
- Festival Stereopsia (compétition), Bruxelles - BELGIQUE
- Exposition Surreal, Bruxelles - BELGIQUE
- 32ème Festival Instants Vidéo Numériques et Poétiques, Friche de la Belle de Mai, Marseille
- Exposition Les chambres sont occupées, Hôtel Ryad, Marseille
- Festival Kinolikbez, Saint Petersbourg, RUSSIE
- Best of Flux - Festival International du court métrage de Lille
- Orscheler Filmfest - ALLEMAGNE
- Festival des Nouveaux Cinémas, Paris
- Festival NewImages (compétition), Paris
- La Fête du Court Métrage, Trébeurden
- Les toiles du KB, Kremlin-Bicêtre
- Fais ça court, Trébeurden

2021
- Habiter Marseille Poétiquement - l'Atelier d’Ailleurs Ou La Fabrique de l'Imaginaire - Marseille
- Screen & Story film festival, ANGLETERRE
- National Short Film Festival, Washington DC, ÉTATS-UNIS

2023
- exposition Des Histoires Vraie, MAC VAL - musée d'art contemporain du Val-de-Marne, commissaire : Frank Lamy